# 2020년 하계 올림픽 홍콩 선수단
2020년 하계 올림픽 홍콩 선수단은 2021년 일본 도쿄에서 열린 2020년 하계 올림픽에 참가한 올림픽 홍콩 선수단이다.
홍콩은 일본 도쿄에서 열리는 2020년 하계 올림픽에 참가하여 홍콩이 1952년 영국 식민지로 데뷔한 이후 17번째 하계 올림픽에 참가했다. 2020년 하계 올림픽에서 홍콩을 대표하는 선수들은 이전보다 더 많은 메달을 획득했다. 홍콩도 중국으로 반환된 이후 첫 금메달을 획득했다.

## 출전 선수
| 종목         | 남자 | 여자 | 전체 |
| ------------ | ---- | ---- | ---- |
| 육상         | 1    | 1    | 2    |
| 배드민턴     | 2    | 2    | 4    |
| 사이클       | 1    | 5    | 6    |
| 승마         | 1    | 0    | 1    |
| 펜싱         | 4    | 4    | 8    |
| 골프         | 0    | 1    | 1    |
| 체조         | 1    | 0    | 1    |
| 가라테       | 0    | 1    | 1    |
| 조정         | 0    | 1    | 1    |
| 요트         | 1    | 2    | 3    |
| 수영         | 2    | 7    | 9    |
| 탁구         | 4    | 4    | 8    |
| 트라이애슬론 | 1    | 0    | 1    |
| 전체         | 18   | 28   | 46   |

## 같이 보기
- 올림픽 홍콩 선수단